# (32896) 1994 NM2
1994 أن أم 2 (ويعرف أيضًا باسم (32896) 1994 أن أم 2 وفق تسمية الكوكب الصغير) (بالإنجليزية: 1994 NM2)‏ هو كويكب ضمن حزام الكويكبات؛ وترتيبه 32896 من حيث الاكتشاف.
اكتُشف هذا الجُرم الفلكي بواسطة Timothy B. Spahr ‏ في 12 يوليو 1994.

## وصلات خارجية
- (32896) 1994 NM2 في قاعدة بيانات مختبر الدفع النفاث لأجرام النظام الشمسي الصغيرة

- الاكتشاف · مخطط المدار ·  العناصر المدارية · المعلمات المادية

- (32896) 1994 NM2 على موقع ويكي سكاي: DSS2, SDSS, GALEX, IRAS, Hydrogen α, X-Ray, Astrophoto, Sky Map, Articles and images